# Edifici de la Companyia Espanyola d'Assegurances
L'Edifici de la Companyia Espanyola d'Assegurances es troba a la Via Laietana, 6 i el carrer de Joan Massana, 2-4 de Barcelona i està catalogat com a bé amb elements d'interès (categoria C).

## Història
Va ser projectat el 1926 per l'arquitecte Antoni Puig i Gairalt, que s'allunyà del noucentisme imperant a l'època per adoptar fórmules de l'art déco que a poc a poc el van apropar al racionalisme. En el projecte original, les façanes anaven pintades de color verd poma, però els tècnics municipals s'hi van oposar per considerar-ho massa agressiu. Aleshores va ser pintat de color blau i groc, que la restauració del 2016 va recuperar.

## Descripció
Les dues façanes s'articulen mitjançant la torre poligonal situada al xamfrà. La façana del carrer de Joan Massana consta de planta baixa, entresol i cinc pisos, mentre que la torre i la façana de la Via Laietana tenen un pis més. Aquesta darrera és molt estreta, i a la planta baixa hi ha una gran obertura rectangular, que es correspon amb un local comercial, i el parament és llis. A l'entresol hi ha tres finestres separades per pilars que donen l'aparença d'una gran finestra correguda; totes tres es recolzen sobre un ampit motllurat i la resta del parament és llis. Als quatre primers pisos s'obren portes separades per pilars que donen a balcons amb la base de pedra i la barana de ferro; aquí el parament dibuixa unes línies horitzontals i el quart pis està rematat per una cornisa llisa. Al cinquè pis s'obren dues finestres i el parament és llis, però la part superior està acabada com si fos un gran capitell d'una pilastra. L'últim nivell queda mig ocult per la volada de la decoració del pis inferior; té una gran finestra horitzontal i el mur està rematat per una cornisa motllurada.
La torre de la cantonada té forma de mig hexàgon. La planta baixa i l'entresol tenen característiques similars a les altres, però a la part central hi ha el relleu Banyistes, obra de Joan Rebull, amb motius al·legòrics de la marina. A la primera planta hi ha una tribuna poligonal a cada cara, i als pisos superiors hi ha un petit balcó per planta excepte en el superior on hi ha una finestra amb l'ampit motllurat. Està coronada amb la mateixa cornisa amb forma de capitell de les façanes laterals.
La façana del carrer de Joan Massana és molt més llarga i està dividida en tres parts. Les dues laterals són similars a la façana de la Via Laietana i a la central s'obren petits balcons seguint tres eixos longitudinals i el parament és llis. La gran cornisa amb forma de capitell recorre els tres trams i d'aquesta manera unifica la façana. L'entrada principal té un cancell de ferro decorat amb un vaixell, obra de J. Cuyàs, en consonància amb el tema mariner de Rebull.